# Ivan Ivanišević
Ivan Ivanišević (Servisch: Иван Иванишевић) (23 november 1977) is een schaker uit Servië. In 2000 werd hem door de FIDE de grootmeestertitel (GM) toegekend. Vroeger speelde hij voor Joegoslavië.
Van 2 t/m 15 april 2005 speelde hij mee in het toernooi om het kampioenschap van Servië-Montenegro en eindigde daar met 7 punten uit 13 ronden op de zesde plaats. In december 2011 werd hij de winnaar van het 3e Balkan Individual Chess Championship, gespeeld in Podgorica, Montenegro, met 6½ punt uit 9 ronden.